# Corpus Hippocraticum
Il Corpus Hippocraticum è una raccolta di circa settanta opere in greco antico che trattano vari temi, tra i quali spicca la medicina, scritte nel corso di vari secoli e aggregate tra di loro in un'epoca imprecisata. L'attribuzione delle singole opere è estremamente complessa: alcune sono attribuibili a Ippocrate di Coo mentre altre derivano senz'altro dall'influenza che egli ebbe nei secoli successivi.
Quest'opera presenta contenuti davvero innovativi, tanto da permettere di poter considerare Ippocrate come il fondatore della scienza medica, avendo egli conferito, per la prima volta, carattere autonomo e specifico ad una pratica fino ad allora empirica. Egli riteneva, infatti, che qualsiasi manifestazione morbosa dovesse essere affrontata razionalmente. Celebre è la discussione sull'epilessia (discussa nel trattato "De morbo sacro"), chiamata, appunto, all'epoca, "malattia sacra" perché ritenuta di origine divina e quindi non curabile con mezzi naturali. Secondo l'autore, invece, l'appello alla divinità sarebbe solo un modo per mascherare l'ignoranza ed esimersi dalla ricerca delle vere cause.
Tra le opere che compaiono nella raccolta meritano particolare attenzione Delle arie, le acque e i luoghi, uno studio sull'influenza dell'ambiente sulla salute dell'uomo, Sulle epidemie, il Prognostico, Sulle fratture e Sulla riduzione degli arti.
Un posto predominante spetta poi al Giuramento di Ippocrate, in cui sono enunciati i fondamenti dell'etica medica.

## Opere del Corpus
- Hippocratis iusiurandum
- Hippocratis lex
- De arte
- De veteri medicina
- De medico
- De decenti ornatu
- Praeceptiones

Magni Hippocratis medicorum omnium facile principis, opera omnia quae extant, 1657

- De natura hominis (opera di Polibo)
- De salubri diaeta
- De genitura
- De natura pueri
- De carnibus
- De septimestri partu
- De octimestri partu
- De superfoetatione
- De exectione foetus
- De dentitione
- De corporum resectione, De corde
- De glandulis
- De ossium natura
- De locis in homine
- De aere, aquis et locis
- De flatibus
- De medicamentis purgantibus
- De diaeta libri III
- De insomniis
- De alimento
- De humidorum usu
- De humoribus
- De Morbo sacro
- De morbis libri IV
- De affectionibus
- De internis affectionibus
- De virginum morbum
- De natura muliebri
- De morbis muliebribus
- De morbis muliebribus liber II
- De sterilibus
- De morbis popularibus libri VII
- De victus ratione in morbis
- De iudicationibus
- De diebus iudicatoriis
- Aphorismorum
- Praenotionum
- Praedictionum libri II
- Coacae praenotiones
- De capitis vulneribus
- Chirurgiae officina
- De fracturis
- De articulis
- De ulceribus
- De fistulis
- De haemorrhoidibus
- De visu
- Epistolae